# Octospora melina
Octospora melina är en svampart som först beskrevs av Josef Velenovský, och fick sitt nu gällande namn av Dennis & Itzerott 1973. Octospora melina ingår i släktet Octospora och familjen Pyronemataceae.   Inga underarter finns listade i Catalogue of Life.